# Dipartimento di Lakota
Il dipartimento di Lakota è un dipartimento della Costa d'Avorio. È situato nella regione di Lôh-Djiboua, distretto di Gôh-Djiboua.
Nel censimento del 2014 è stata rilevata una popolazione di 202.201 abitanti. 
Il dipartimento è suddiviso nelle sottoprefetture di Djidji, Gagoré, Goudouko, Lakota, Niambézaaria e Zikisso.